# Ulrich Carl von Ahlefeld
Graf Ulrich Carl von Ahlefeld (* 27. November 1704; † 12. November 1757 in Vordingborg) war ein dänischer Offizier, zuletzt im Range eines Generalleutnants.

## Leben

### Herkunft und Familie
Ulrich Carl war Angehöriger des holsteinisch-dänischen Adelsgeschlechts von Ahlefeld. Seine Eltern waren Graf Carl von Ahlefeldt (1670–1722) und Gräfin Ulrica Amalie Antoinette geb. von Danneskiold-Laurvig (1686–1755). Die beiden Generale Friedrich von Ahlefeldt (1702–1773) und Conrad Wilhelm von Ahlefeldt (1707–1791) sowie die Priorin des Klosters Uetersen Marie Antoinette von Ahlefeldt (1711–1764) waren seine Geschwister. Er selbst blieb unvermählt und starb auch ohne Kinder zu hinterlassen.

### Werdegang
Nachdem er in dänische Kriegsdienste trat und bereits zum Oberstleutnant avanciert war, wurde er 1735 Kammerherr. Hiernach stieg er zum Oberst auf und wurde 1741 Ritter des Dannebrogordens. 1747 erfolgte seine Beförderung zum Generalmajor und 1755 die zum Generalleutnant. Bereits zuvor war er Kommandeur des 2. Jülischen Kürassier-Regiments.
Ahlefeldt wurde in der Familiengruft in Tranekær bestattet.